# Шевчук Любов Тарасівна
Шевчук Любов Тарасівна (24 січня 1964 — 5 квітня 1987) — вільнонайманий працівник радянської армії, учасниця афганської війни. Посмертно нагороджена орденом Червоної зірки.

## Життєпис

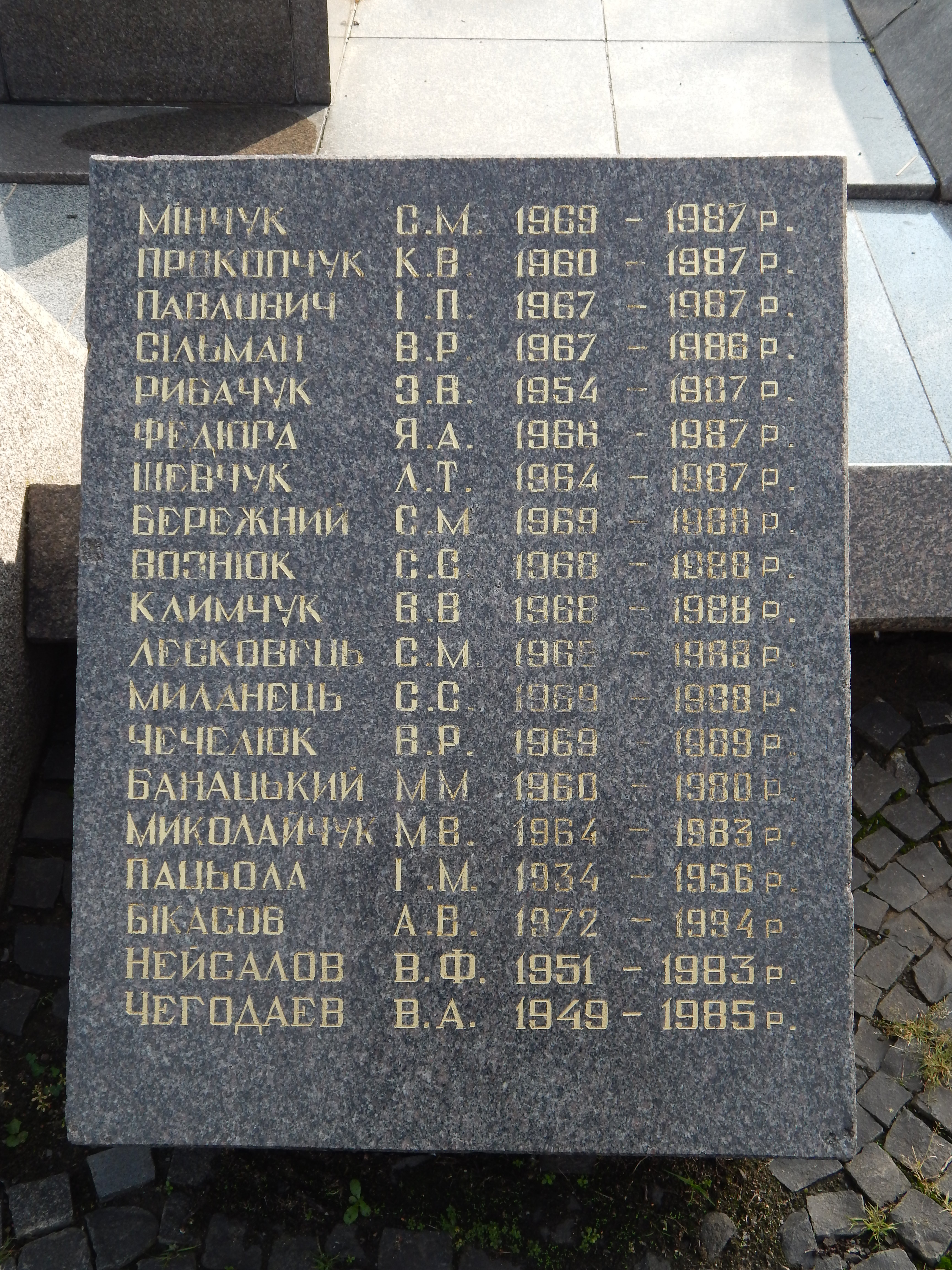
Прізвище Шевчук на дошці з Меморіалу на честь загиблих в локальних війнах у Рівному

Любов Шевчук народилася 24 січня 1964 року в селі Заріцьк Рівненського району Рівненської області в українській селянській родині.
Працювала кухарем у Воєнторзі-43 в місті Рівне. Добровольцем звернулася до рівенського ОМВК. 9 березня 1986 була відправлена для праці за наймом у радянські війська, що розташовувалися у Афганістані. За спогадами товаришки по службі, Любов до цього вчінку підштовхнуло нерозділенне кохання, через яке вона до цього намагалася покінчити життя самогубством.
В Афганістані працювала кухарем у 668-у окремому відділенні спеціального призначення 15-ї окремої бригади спеціального призначення ГРУ СРСР, яка базувалася у місті Баракі. Загинула 5 квітня 1987 року під час повернення з поїздки до Кабулу, куди вона їздила з подругою, Людмилою Присакарь, за покупками. Поверталися вони у колоні радянської техніки, яка везла харчі для військових. Під час поїздки дівчата сиділи на броні БТРа. В ущелині Вагджан, що в провінції Логар, колона була атакована. Коли бронетранспортер з Любов'ю Шевчук намагався об'їхати пошкоджену машину, він підірвався на міні і палаючий упав в прірву. Разом з Шевчук загинули військовий радник Жомер Сергій Васильович, його перекладач Тимуршин Рашид Ахметович та друкарка Присакарь Людмила Володимирівна.
Похована у селі Заріцьк. У «Книзі Пам'яті про радянських воїнів» Любов Шевчук характеризували як сумлінного та старанного працівника. За спогадами товаришки по службі, Любов була творчою людиною, писала романтичні вірші.

## Нагороди
- орден Червоної Зірки (посмертно)

## Пам'ять
- Її ім'я викарбуване на одній з плит Меморіального комплексу пам'яті воїнів України, полеглих в Афганістані у Києві[4].
- Її ім'я викарбуване на одній з плит Меморіалу на честь загиблих в локальних війнах у Рівному.